# Richard John Dalton

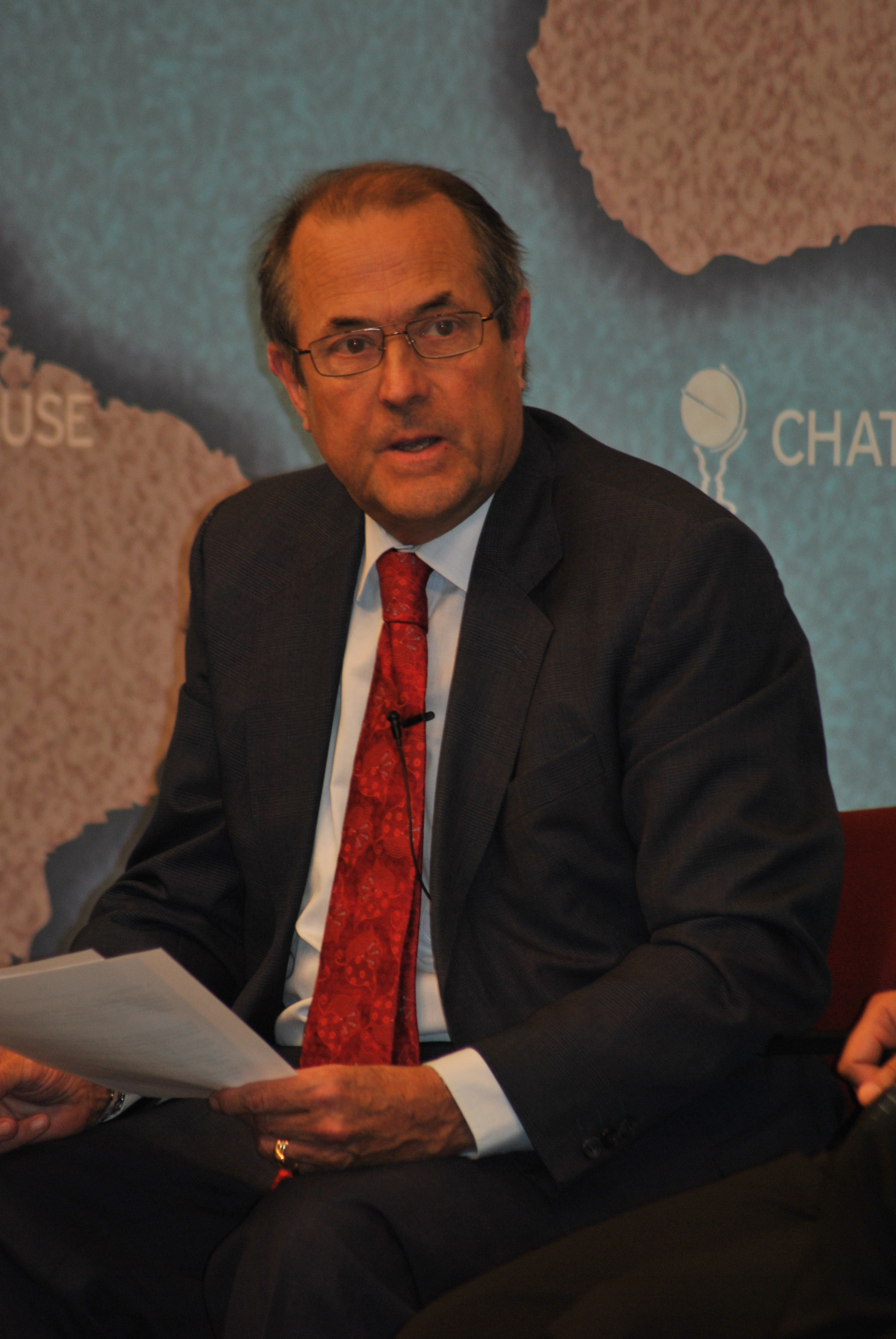

Sir Richard John Dalton KCMG (* 10. Oktober 1948) ist ein ehemaliger britischer Diplomat.

## Leben
Richard Dalton trat 1970 in den auswärtigen Dienst. Er studierte Arabisch am Middle East Centre for Arabic Studies im Libanon. 1973 wurde er Botschaftssekretär in Amman. Von 1975 bis 1979 wurde er beim UN-Hauptquartier beschäftigt. Er beabsichtigte sich bei den Unterhauswahlen 1983 im Wahlkreis Richmond (Yorks) für die Conservative Party als Kandidat aufstellen zu lassen.
Da seiner Schwägerin, Sara Keays fand bei Cecil Parkinson keine Unterstützung für ihre Kandidatur ins Unterhaus und von diesem auch nicht geheiratet wurde, verfolgte Dalton seine Kandidatur nicht weiter und wurde 2003 Leiter der Konsularabteilung in Maskat. Von November 1993 bis 1997 war Dalton Generalkonsul in Jerusalem. 1998 leitete Dalton die Personalabteilung des Foreign and Commonwealth Office. Von 1999 bis 2003 war er der erste Botschafter nach 17 Jahren in Tripolis. Von 2003 bis 2006 war er Botschafter in Teheran.
Dalton wurde am 21. April 2005 als Knight Commander in den Order of St. Michael and St. George aufgenommen und 2006 in den Ruhestand versetzt.  In seinem Ruhestand wurde er von einem Consultingunternehmen beschäftigt und schrieb für Tageszeitungen.
Richard John Dalton heiratete am 1. Januar 1972 Elizabeth Mary Keays. Sie haben zwei Töchter und zwei Söhne.